# Jandro
Jandro és una pel·lícula melodramàtica de 1965 dirigida per Juli Coll i Claramunt, basada en un argument d'Antoni Monplet i Guerra. És rodada a Astúries i mostra molts indrets de la ciutat de Gijón. El protagonista era l'actor asturià Arturo Fernández.

## Sinopsi
Narra la història d'un jove d'extracció humil que es casa amb una rica pubilla i que es dedica a buscar carbó als voltants de Gijón.

## Premis
Medalles del Cercle d'Escriptors Cinematogràfics
| Any  | Categoria                                 | Pel·lícula        | Resultat   |
| ---- | ----------------------------------------- | ----------------- | ---------- |
| 1964 | Millor fotografia (Premi Antonio Barbero) | Joan Gelpí i Puig | Guanyadora |